# Euphorbia serendipita
Euphorbia serendipita är en törelväxtart som beskrevs av Leonard Eric Newton. Euphorbia serendipita ingår i släktet törlar, och familjen törelväxter.
Artens utbredningsområde är Kenya. Inga underarter finns listade i Catalogue of Life.